# Platja de Can Comes
La platja de Can Comes és una platja natural del municipi de Castellò d'Empúries (Alt Empordà), situada al golf de Roses, davant de la zona de salobrars i aiguamolls de Can Comes. La major part d'aquesta platja està inclosa dins la Reserva Natural Integral de les Llaunes del Parc Natural dels Aiguamolls de l'Empordà. Està delimitada per les desembocadures dels rius Muga, al nord, i Fluvià, al sud. Té una longitud de 4.046 m i una amplada mitjana de 77 m, formada per sorres mitjanes i fines. No disposa de cap servei i s'hi autoritza la pràctica del nudisme.
L'Agència Catalana de l'Aigua efectua un control setmanal de la qualitat de l'aigua, durant la temporada de bany, amb el resultat d'excel·lent.
Destaca el seu sistema dunar, així com la gran quantitat de llacunes que presideixen el paratge, especialment interessant per la seva vegetació i les comunitats d'aus que hi viuen. La platja resta tancada al públic durant l'època de nidificació, amb espècies tan vulnerables com el corriol camanegre (Charadrius alexandrinus). L'any 2025, aquest tancament s'allargà a tot l'any, inclosa la temporada d'estiu, en el tram central de la platja, de 2.100 m, en la Reserva Natural Integral de les Llaunes.